# Grup de la fedorita
El grup de la fedorita és un grup de minerals format per dues espècies de la classe dels silicats: la fedorita, espècie que dona nom al grup, i la martinita. Totes dues espècies cristal·litzen en el sistema triclínic.
| Espècie   | Fórmula                                      |
| --------- | -------------------------------------------- |
| Fedorita  | (Na,K)₂₋₃(Ca₄Na₃)Si₁₆O₃₈(OH,F)₂·3,5H₂O       |
| Martinita | (Na,◻,Ca)₁₂Ca₄(Si,S,B)₁₄B₂O₃₈(OH,Cl)₂F₂·4H₂O |

Segons la classificació de Nickel-Strunz els minerals que formen part d'aquest grup pertanyen a «09.EE - Fil·losilicats amb xarxes tetraèdriques de 6-enllaços connectades per xarxes i bandes octaèdriques» juntament amb altres minerals com: bementita, pirosmalita-(Fe), friedelita, pirosmalita-(Mn), mcgil·lita, nelenita, schal·lerita, palygorskita, tuperssuatsiaïta, yofortierita, windhoekita, falcondoïta, loughlinita, sepiolita, kalifersita, girolita, orlymanita, tungusita, reyerita, truscottita, natrosilita, makatita, varennesita, raïta, intersilita, shafranovskita, zakharovita, zeofil·lita, minehil·lita i lalondeïta.